# Filippo Buonaccorsi
Filippo Buonaccorsi (San Gimignano, 2 de mayo de 1437-1 de noviembre de 1496), también llamado Calímaco, en latín Philippus Callimachus Experiens, en polaco Filip Kallimach, fue un humanista y escritor italiano del Renacimiento, que posteriormente se trasladó a Polonia y desempeño el papel de tutor de los hijos del rey de Polonia Casimiro IV Jagellón y luego de secretario real y embajador.

## Vida
Filippo Buonaccorsi nació en San Gimignano, en la Toscana, en Italia. Se tienen noticias suyas por primera vez en Venecia y Roma, donde fue secretario del obispo Bartolomeo Roverella. Se trasladó a Roma en 1462 y se hizo miembro de la Academia de Roma de Pomponio Leto. En 1468 participó en un intento de asesinato del papa Paulo II y huyó a Polonia. Entre sus papeles se descubrieron poemas homosexuales, incluyendo uno dedicado al obispo de Segni, Lucio Fazini.
En Polonia encontró trabajo con el obispo de Leópolis, Gregorio de Sanok.
Posteriormente se convirtió en tutor de los hijos del rey de Polonia Casimiro IV Jagellón y realizó diversas misiones diplomáticas. En 1474 fue nombrado secretario real, en 1476 hizo de embajador en Constantinopla y en 1486 fue el representante del rey en Venecia. Con la llegada al trono de su antiguo alumno Juan I Alberto de Polonia, su poder e influencia llegó a su máximo.
En sus escritos, Buonaccorsi defendía el refuerzo del poder real a expensas de la aristocracia. En Cracovia se unió a la Sodalitas Vistuliana fundada por Conrad Celtis. También escribió poemas y prosa en latín, aunque es más conocido por sus biografías del obispo Zbigniew Oleśnicki, del obispo Gregorio de Sanok y del rey Vladislao III Jagellón.
Su tumba, que se encuentra en la iglesia Dominica de Cracovia, fue realizada por Veit Stoss.